# Fédération nationale des combattants, prisonniers de guerre et combattants d'Algérie, Tunisie, Maroc
 (août 2024).
La Fédération nationale des combattants, prisonniers de guerre et combattants d'Algérie, Tunisie, Maroc est une association fondée le 5 avril 1945 sous le nom de Fédération nationale des combattants, prisonniers de guerre (FNPG), active sous son nouveau nom depuis 1963.
Le mouvement est issu du Mouvement national des prisonniers de guerre et déportés (MNPGD), dirigé notamment par François Mitterrand, mouvement clandestin où les prisonniers de guerre apportèrent une contribution importante à la Résistance. La FNPG naît de la fusion des Centres d'entraide et du MNPGD. Elle est reconnue d'utilité publique par le décret du 1er avril 1948 et compte alors plus d'un million d'adhérents.
Après les combattants des guerres d'Algérie, Maroc et Tunisie, elle intègre depuis 1975, les veuves des prisonniers de guerre et combattants d'Algérie, Tunisie, Maroc décédés, ainsi que les anciens Combattants et victimes de guerre de tous les conflits (Corée, Indochine, guerre du Golfe, FORPRONU, militaires des opérations extérieures).
Fin 2012, elle revendique 145 000 adhérents. Les veuves membres de l'association sont au nombre de 25 000 en 2023. Les anciens combattants des OPEX sont désormais admis : plus de 3 000 d'entre eux ont rejoint l'association. L'association compte également 14 000 sympathisants en 2023.